# Цийші
Цийші — село в Кулінському районі Дагестану.
Воно знаходиться в підніжжі Щунудазького плато. Ще з давніх-давен Щунудаг вважали святою горою. Так відомий арабський історик-мандрівник з роду Пророка Ісламу — Мухаммед ал Масуду писав: „На сході над Кутмухом (так араби називали Кумух) височить свята гора з двома вершинами, як близнята схожі одна до іншої. Весною на гору піднімається Саблі, запалює вогні, чим сповіщає про початок «Навруз Байрама» (тобто нового року)“.
З вершини Щунудагу в бік села тече водоспад висотою 30 метрів. Ще 700 років тому з цієї вершини молодик ГъартІу повторив подвиг давньо-грецького Ікара, піднявшись в небо.
Назва села походить від лакського слова «цІущи» — запали вогонь! До прийняття Ісламу лакці сповідували релігію пророка Заратушті — вогнепоклоніння. Донині збереглися деякі елементи цієї релігії: запалення вогнів під час Навруз Байрама, клятва іменем сонця.
Вік села по будові хат можна сказати 700—800 років. До утворення нинішнього села тут знаходилось велике місто з площею понад 40 гектарів. За даними археологів люди тут жили ще 3тис. років до н. е. Місто обгороджене стіною та навкруги мало понад 20 сторожових веж, навіть на вершині Щунудагу була сигнальна вежа, про це свідчить назва місцевості — «Къалалухалу». Це місто перестало існувати після набігу монголів в 1239-40. За архівними даними тоді від всіх лакців залишилось 1033 чоловіків, решта загинули на захисті рідної землі. Є підстави вважати Цийшинське місто першою столицею лакців. Про це свідчать надмогильні надписи куфічним шрифтом.
В 1886 році в селі мешкало 476 осіб.